# エイスリーン (小惑星)
エイスリーン (1568 Aisleen) は小惑星帯にある小惑星。アーネスト・ジョンソンがヨハネスブルグのユニオン天文台で発見した。
ジョンソンの妻に因んで名付けられた。